# 兰迪·史密斯 (冰球运动员)
兰迪·史密斯（英語：Randy Smith，1965年7月7日—），加拿大男子冰球运动员，场上位置是前锋。他曾代表加拿大国家队参加1992年冬季奥林匹克运动会冰球比赛，获得一枚银牌。